# Референдумы в Швейцарии (2004)
Референдумы в Швейцарии проходили 8 февраля, 16 мая, 26 сентября и 28 ноября 2004 года. В феврале прошли референдумы по контр-предложению на народную инициативу «за безопасные и эффективные автодороги» (отклонена), по поправке к закону об арендных обязательствах (отвергнут) и по народной инициативе «пожизненное заключение для неизлечимых, крайне опасных сексуальных и склонных к насилию преступников» (одобрена). В мае проводились референдумы по ревизии федерального закона о страховании по старости и потере кормильца, по федеральной резолюции по финансированию страхования по старости и потере кормильца и по федеральному закону, касающегося налогообложения супружеских пар, семей, частных домовладений и гербового сбора. Все они были отклонены.
В сентябре проходили референдумы по федеральной резолюции о натурализации (отклонена), по федеральной резолюции об иностранцах в третьем поколении, получающих швейцарское гражданство (отклонена), по народной инициативе «почтовая служба для всех» (отвергнута) и по федеральному закону о компенсации членам вооружённых сил при потере дохода (одобрен). Наконец, в ноябре прошли референдумы по федеральной резолюции о перераспределении финансовых обязательств между Федерацией и кантонами, по федеральной резолюции о конституционном пересмотре бюджета и по федеральному закону об исследованиях стволовых клеток. Все ноябрьские референдумы были одобрены избирателями.

## Результаты
| Месяц                     | Вопрос                                                                   | За        | За   | Против    | Против | Пустых/ недействительных бюллетеней | Пустых/ недействительных бюллетеней | Всего     | Зарегистри- рованных избирателей | Явка | Кантоны за | Кантоны за | Кантоны против | Кантоны против |
| Месяц                     | Вопрос                                                                   | Голоса    | %    | Голоса    | %      | Пустые                              | Недейств.                           | Всего     | Зарегистри- рованных избирателей | Явка | Полных     | Полу-      | Полных         | Полу-          |
| ------------------------- | ------------------------------------------------------------------------ | --------- | ---- | --------- | ------ | ----------------------------------- | ----------------------------------- | --------- | -------------------------------- | ---- | ---------- | ---------- | -------------- | -------------- |
| Февраль                   | Контр-предложение на народную инициативу об автодорогах                  | 800 632   | 37,2 | 1 351 500 | 62,8   | 22 991                              | 7 914                               | 2 183 037 | 4 788 961                        | 45,6 | 0          | 0          | 20             | 6              |
| Февраль                   | Поправка к закону об арендных обязательствах                             | 755 561   | 35,9 | 1 347 458 | 64,1   | 64 015                              | 8 391                               | 2 175 425 | 4 788 961                        | 45,4 |            |            |                |                |
| Февраль                   | Пожизненное заключение для опасных преступников                          | 1 198 867 | 56,2 | 934 569   | 43,8   | 39 124                              | 8 303                               | 2 180 863 | 4 788 961                        | 45,5 | 19         | 5          | 1              | 1              |
| Май                       | Ревизия федерального закона о страховании по старости и потере кормильца | 772 773   | 32,1 | 1 634 572 | 67,9   | 20 747                              | 10 313                              | 2 438 405 | 4 798 197                        | 50,8 |            |            |                |                |
| Май                       | Финансирование страхования по старости и потере кормильца                | 756 550   | 31,4 | 1 651 347 | 68,6   | 21 035                              | 10 369                              | 2 439 301 | 4 798 197                        | 50,8 | 0          | 0          | 20             | 6              |
| Май                       | Федеральный закон налогооблажения                                        | 821 475   | 34,1 | 1 585 910 | 65,9   | 21 902                              | 10 390                              | 2 439 677 | 4 798 197                        | 50,8 |            |            |                |                |
| Сентябрь                  | Федеральная резолюция о натурализации                                    | 1 106 529 | 43,2 | 1 452 453 | 56,8   | 20 188                              | 12 256                              | 2 591 426 | 4 814 035                        | 53,8 | 5          | 1          | 15             | 5              |
| Сентябрь                  | Права гражданства для иностранцев в третьем поколении                    | 1 238 912 | 48,4 | 1 322 587 | 51,6   | 18 214                              | 12 255                              | 2 591 968 | 4 814 035                        | 53,8 | 6          | 1          | 14             | 5              |
| Сентябрь                  | Почтовая служба для всех                                                 | 1 247 711 | 49,8 | 1 259 114 | 50,2   | 58 197                              | 12 597                              | 2 577 679 | 4 814 035                        | 53,5 | 9          | 1          | 11             | 5              |
| Сентябрь                  | Компенсация членам вооружённых сил                                       | 1 417 159 | 55,5 | 1 138 580 | 44,5   | 22 600                              | 12 385                              | 2 590 724 | 4 814 035                        | 53,8 |            |            |                |                |
| Ноябрь                    | Финансовые обязательства Федерации и кантонов                            | 1 104 565 | 64,4 | 611 331   | 35,6   | 52 754                              | 8 064                               | 1 776 714 | 4 819 855                        | 36,9 | 18         | 5          | 2              | 1              |
| Ноябрь                    | Конституционный пересмотр федерального бюджета                           | 1 258 895 | 73,8 | 446 662   | 26,2   | 61 974                              | 8 239                               | 1 775 770 | 4 819 855                        | 36,8 | 19         | 6          | 1              | 0              |
| Ноябрь                    | Закон об исследовании стволовых клеток                                   | 1 156 706 | 66,4 | 585 530   | 33,6   | 35 058                              | 7 921                               | 1 785 215 | 4 819 855                        | 37.0 |            |            |                |                |
| Источник: Nohlen & Stöver |                                                                          |           |      |           |        |                                     |                                     |           |                                  |      |            |            |                |                |